# Fusilamientos en el cementerio de Granada

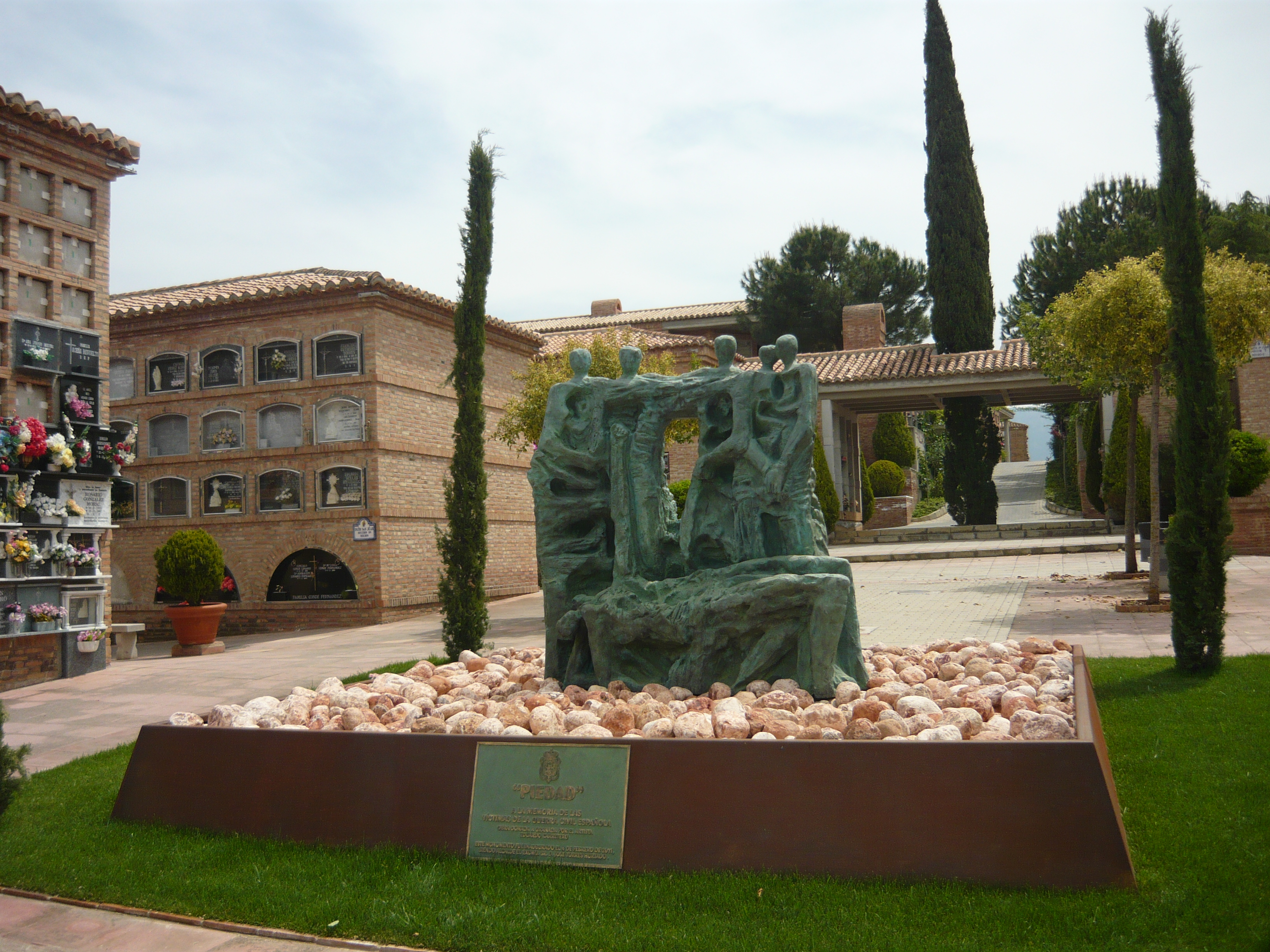
Piedad, monumento inaugurado en 2011 en el patio de San José del cementerio de Granada, en memoria de las víctimas de la guerra civil española. Obra del escultor Eduardo Carretero.

Los fusilamientos en el cementerio de San José de Granada se refieren a las ejecuciones llevadas a cabo durante la guerra civil española y la dictadura de Francisco Franco, dentro de la represión política del régimen franquista y alcanzaron a 3969 personas entre 1936 y 1956. Otras fuentes elevan la cifra de fusilados hasta unos 5000.

## Historia
Las sacas de presos se vinieron produciendo desde el 20 de julio de 1936, tras el triunfo en Granada del golpe de Estado que dio lugar a la guerra civil, cuando hasta 80 de los detenidos de la prisión provincial fueron enviados al cementerio en camiones cada día por las tropas franquistas y eran ejecutados. El comandante José Valdés Guzmán, que tras el golpe se había convertido en el nuevo gobernador civil de Granada, fue uno de los principales responsables de la represión durante los primeros meses de la guerra. El historiador británico Paul Preston señala que el guarda del cementerio quedó mentalmente afectado a consecuencia de los fusilamientos masivos, y que el 4 de agosto de 1936 hubo que ingresarlo en un hospital psiquiátrico. Su sustituto y su familia no llevaron mejor la situación: poco después de llegar, abandonaron la vivienda situada en las cercanías del cementerio porque no podían soportar los llantos y gritos de los moribundos.
El historiador Hugh Thomas dio la cifra de 582 fusilados en las tapias del cementerio durante el mes de agosto de 1936, constituyendo el momento que más fusilados hubo.
Entre los fusilados más conocidos se encuentran la mayor parte de la corporación municipal de 1936, profesores universitarios, abogados o sindicalistas. Durante los primeros meses de la contienda fueron fusilados, entre otros, el alcalde socialista Manuel Fernández Montesinos y su antecesor en el cargo, Luis Fajardo Fernández, y algunos catedráticos de la Universidad de Granada como Joaquín García Labella –Derecho político–, Rafael García-Duarte Salcedo –Pediatría–, Jesús Yoldi Bereau –Química–, o José Palanco Romero –Historia–. También fue fusilado el rector de la universidad, Salvador Vila Hernández. Un juez municipal, Antonio Lafuente Vinuesa, también fue fusilado a pesar de ser una persona reconocidamente conservadora, por su oposición a la sublevación.
Se tiene constancia de que en 1956 Ricardo Beneito Sopena fue el último fusilado en el cementerio.

## Balance de víctimas
Uno de los primeros historiadores que investigó a fondo sobre los fusilamientos fue el hispanista irlandés Ian Gibson, que en sus primeras obras dio una cifra de 2137 fusilados en el cementerio entre el 26 de julio de 1936 y el 1 de abril de 1939. Según testimonio del escritor británico Gerald Brenan, en 1949 un sepulturero del cementerio de Granada le dijo que existía una lista oficial de fusilados con unos 8000 nombres. Gibson, sin embargo, no cree que existiera tal lista. El libro de registros del cementerio correspondiente al período de la guerra civil desapareció después de 1966; según algunos testimonios, fue destruido por orden del entonces alcalde de Granada, José Luis Pérez-Serrabona y Sanz. Hasta la fecha, los trabajos de Gibson constituyen el mejor estudio sobre los fusilamientos en el cementerio de Granada.
El 26 de mayo de 2010 la Asociación para la Recuperación de la Memoria Histórica presentó ante la Junta de Andalucía la documentación relativa a todos los fusilados para que se dignificase el lugar y fuese declarado sitio histórico. En esta documentación, había recogido un informe que calculaba que los fusilados en las tapias del cementerio fueron 3969 personas, en el periodo comprendido entre 1936 y 1956. Antes del informe de 2010, el número de fusilados se evaluaba en alrededor de 2400. Sin embargo, con posterioridad a esta fecha, el historiador Paul Preston ha elevado a 5000 el número de fusilados en Granada durante la guerra civil.
Según los datos recogidos en diligencias militares, consejos de guerra, archivos locales, la Auditoría Militar de Granada y registros civiles, 594 de los cuerpos no están identificados porque constan como «personas desconocidas» solo referenciadas por el sexo y la edad, según los datos recogidos por el historiador Rafael Gil Bracero. De hecho, en los registros del cementerio se emplean expresiones como «detonación de arma de fuego» u «orden del tribunal militar». La mayoría de los fusilados en el cementerio lo fueron en el periodo propio de la guerra civil, entre 1936 y 1939, aunque después del final de la contienda los fusilamientos continuaron. En la información entregada, se hace constar, además de los datos de los ejecutados, la descripción histórica de cómo se produjeron las detenciones, cómo fueron los fusilamientos, qué pasó con los familiares de los represaliados, el terror en Granada durante la guerra civil, los lugares de enterramiento en la provincia y las fosas de Alfacar y Víznar.

## Cultura popular
En la serie de televisión Lorca, muerte de un poeta (1988) se recrean varios fusilamientos frente a las tapias del cementerio.